# Sin Sin Sin
"Sin Sin Sin" é uma canção escrita por Stephen Duffy, Chris Heath e Robbie Williams gravada pelo cantor Robbie Williams.
É o quarto single do sexto álbum de estúdio lançado a 24 de Outubro de 2005, Intensive Care.

## Paradas
| Parada (2006)                       | Posições |
| ----------------------------------- | -------- |
| Hungria - MAHASZ                    | 5        |
| Itália - FIMI                       | 9        |
| Países Baixos - Acharts.us          | 13       |
| Dinamarca - Hitlisten               | 14       |
| Europa - Billboard European Hot 100 | 25       |
| Áustria- Ö3 Austria Top 40          | 15       |
| Suíça - Schweizer Hitparade         | 16       |
| Alemanha - Media Control Charts     | 18       |
| Bélgica (Valônia)                   | 22       |
| Roménia - Romanian Top 100          | 22       |
| Reino Unido - UK Singles Chart      | 22       |
| Irlanda - IRMA                      | 23       |
| Bélgica (Flandres)                  | 25       |
| Austrália - ARIA Charts             | 26       |
| Suécia - Sverigetopplistan          | 45       |
| França- SNEP                        | 46       |
| Nova Zelândia - RIANZ               | 48       |